# Criterio di Cartesio
Il criterio di Cartesio, descritto nel suo libro La Géométrie,  è una regola algebrica che determina il numero massimo di radici reali positive e negative di un polinomio a coefficienti reali.

## La regola di Cartesio
Sia dato un polinomio a coefficienti reali:
{\displaystyle P(x)=a_{n}x^{n}+\ldots +a_{1}x+a_{0}\,\!}
con coefficienti {\displaystyle a_{n},\ldots ,a_{0}} reali e non tutti nulli. La regola di Cartesio stabilisce che:
Il massimo numero di radici reali positive di un polinomio  è dato dal numero di variazioni di segno fra coefficienti consecutivi, trascurando eventuali coefficienti nulli. Inoltre, le radici sono ordinate in modulo decrescente da quella corrispondente alla coppia di coefficienti ai gradi massimo e subito precedente fino a quella corrispondente alla coppia di coefficienti lineare e di grado nullo.
L'informazione relativa al numero di radici negative si deduce applicando la stessa regola al polinomio trasformato a radici opposte, ossia al polinomio {\displaystyle P(-x)}. Esso ha infatti radici opposte a quelle di {\displaystyle P(x)}.
Perciò: le variazioni relative ai coefficienti del polinomio {\displaystyle P(-x)} danno informazioni circa le sue radici positive e, di conseguenza, circa le radici negative di {\displaystyle P(x)}.
Se il polinomio ha tutte le radici non immaginarie, il numero di radici positive è quello massimo. Il criterio di Routh-Hurwitz raffina determinando il numero effettivo delle radici a parte reale positiva e negativa.

## Esempio
Il polinomio
{\displaystyle P(x)=x^{5}-13x^{3}+36x}
presenta due variazioni di segno fra coefficienti di grado {\displaystyle 5} e {\displaystyle 3} e tra i coefficienti di grado {\displaystyle 3} e {\displaystyle 1}. Questo indica che ci possono essere {\displaystyle 2} o nessuna radice positiva.
Il polinomio trasformato a radici opposte è:
{\displaystyle P(-x)=-x^{5}+13x^{3}-36x}
che presenta due variazioni di segno. Questo indica che il polinomio {\displaystyle P(-x)} può avere due o nessuna radice positiva e quindi il polinomio iniziale può avere due o nessuna radice negativa.
Le radici del polinomio {\displaystyle P(x)} sono {\displaystyle 0,-2,+2,-3,+3}.
Si noti come l'assenza di permanenze di segno nel polinomio iniziale (0 permanenze) non fornisce assolutamente alcuna informazione circa il numero di radici negative (che infatti risulta essere pari a {\displaystyle 2}).